# Joe Metheny
Joe Metheny, född 2 mars 1955 i Baltimore, Maryland, död 5 augusti 2017 i Cumberland, Maryland, var en amerikansk seriemördare. Han erkände att han hade mördat och i vissa fall styckat tretton män och kvinnor, men de tekniska bevisen räckte endast för att fälla honom för morden på två kvinnor: Cathy Magaziner och Kimberly Spicer.
År 1998 dömdes Metheny till döden för mordet på Spicer. Åklagarna yrkade på dödsstraff för mordet på Magaziner, men i detta fall dömdes Metheny till livstids fängelse. År 2000 ogillade Marylands appellationsdomstol Methenys dödsstraff och hans livstidsstraff fastställdes.